# تريفور بيل
تريفور بيل (بالإنجليزية: Trevor Bell)‏ هو لاعب كرة قاعدة أمريكي، ولد في 12 أكتوبر 1986 في لوس أنجلوس في الولايات المتحدة.

## وصلات خارجية
- تريفور بيل على موقع دوري كرة القاعدة الرئيسي (الإنجليزية)
- تريفور بيل على موقعبيزبول رفرنس.كوم (الدوري الرئيسي) (الإنجليزية)
- تريفور بيل على موقعبيزبول رفرنس.كوم (الدوري الثانوي) (الإنجليزية)
- تريفور بيل على موقع إي إس بي إن.كوم (أم.أل.بي) (الإنجليزية)
- تريفور بيل على موقع مشجعي الرسوم البيانية (الإنجليزية)